# Trogodes delahayei
Trogodes delahayei är en skalbaggsart som beskrevs av Rojkoff 2011. Trogodes delahayei ingår i släktet Trogodes och familjen Cetoniidae. Inga underarter finns listade i Catalogue of Life.